# Nishiyodogawa-ku (Osaka)
Nishiyodogawa (西淀川区 Nishiyodogawa-ku?) es un barrio de la ciudad de Osaka, en la prefectura de Osaka, Japón. En julio de 2019 tenía una población estimada de 96.057 habitantes y una densidad de población de 6.755 personas por km². Su área total es de 14,22 km².

## Demografía
Según datos del censo japonés, la población de Nishiyodogawa se ha mantenido estable en los últimos años.
| Año del censo | Población |
| ------------- | --------- |
| 1995          | 91.134    |
| 2000          | 92.465    |
| 2005          | 95.662    |
| 2010          | 97.504    |
| 2015          | 95.490    |